# August Neidhardt von Gneisenau
August Wilhelm Antonius Graf Neidhardt von Gneisenau, nato August Wilhelm Antonius Neidhardt (Schildau, 27 ottobre 1760 – Posen, 23 agosto 1831), è stato un generale prussiano, feldmaresciallo e capo dello Stato Maggiore generale.

## Biografia

### Gioventù (1760–1782)
Gneisenau nacque da August Wilhelm Neidhardt, tenente di artiglieria, e da Maria Eva Müller. Il padre premetteva al proprio cognome il von, e negli anni successivi vi affiancò l'epiteto Gneisenau, da una precedente proprietà di famiglia in Austria, Schloss Gneisenau.
Alla morte della madre, il 22 ottobre 1761, il padre lo affidò ad una famiglia a Schildau o Hildesheim. Nel 1769 il giovane August andò a vivere col nonno materno a Würzburg, frequentando la locale scuola gesuitica sino alla morte del nonno nel 1772.
Successivamente la sua residenza è sconosciuta: Würzburg, Schwäbisch Gmünd ed Erfurt furono possibili tappe. Il 1º ottobre 1777 si iscrisse all'Università di Erfurt e studiò matematica militare, teoria dell'artiglieria, tecnica delle fortificazioni e cartografia.
A causa del suo stile di vita dispendioso, diciottenne, dilapidò l'eredità del nonno e nel 1778 dovette interrompere gli studi. Entrò quindi nel reggimento austriaco Ussari Graf Wurmser, di guarnigione ad Erfurt e partecipò come soldato semplice alla guerra di successione bavarese. Con il Trattato di Teschen nel 1779 entrò al servizio del margravio Carlo Alessandro di Brandeburgo-Ansbach.

### Partecipazione alla guerra di indipendenza americana
Come altri nobili tedeschi in difficoltà economiche, il margravio Carlo Alessandro si mise al servizio, durante la guerra d'indipendenza americana, della Corona britannica. Gneisenau si arruolò per il servizio in Nord America, fu nominato tenente e si imbarcò nel 1782. Dal momento che la guerra era quasi finita, Gneisenau trascorse il suo tempo in guarnigione a Québec. Entro la fine del 1783 ritornò alla guarnigione di Bayreuth in fanteria.

### Carriera nell'esercito prussiano
Lasciato il margravio di Ansbach-Bayreuth, anche a causa della monotonia del servizio, si arruolò nel novembre 1786 nell'esercito prussiano.
Prima di ricevere la destinazione definitiva, Gneisenau trascorse un periodo, con l'approvazione di Federico il Grande, presso il quartier generale di Potsdam. Come tenente più giovane fu destinato alla guarnigione di Löwenberg. Durante il servizio alla guarnigione imparò l'inglese, il francese e il polacco e studiò storia, letteratura e scienze belliche. Il 17 marzo 1788 entrò nella loggia massonica "Delle tre pietre".
Nel 1790 ricevette la nomina a stabskapitän. Dal 1792 al 1795 Gneisenau prese parte col proprio battaglione alle due Spartizioni della Polonia insieme con truppe russe. Nel 1795 fu  promosso hauptmann e comandante di compagnia a Jauer. Nel 1796 sposò la ricca Karoline von Kottwitz, da cui ebbe negli anni successivi quattro figlie e tre figli.
Quando sua moglie nel 1803 entrò in possesso della tenuta di Mittel-Kauffung Gneisenau si dedicò allo studio delle scienze agrarie, progettando piani di bonifica ed impiantando una piantagione di patate.
Proseguì inoltre i suoi studi, dalla condotta delle truppe, alla fanteria, cavalleria, artiglieria, costruzioni, tattica e geografia militare.

### La riforma dell'esercito durante il dominio napoleonico (1806–1812)
Il 10 ottobre 1806 Gneisenau, agli ordini del principe Luigi Ferdinando di Prussia, combatté nella battaglia di Saalfeld per la prima volta contro le truppe napoleoniche, e venne ferito. Ciononostante combatté nella battaglia di Jena pochi giorni dopo (14 ottobre), al seguito del generale prussiano Ernst von Rüchel.
Dopo la sconfitta Gneisenau fuggì dalla zona di raccolta dell'esercito prussiano vicino a Graudenz e, promosso maggiore, col suo battaglione si spostò al confine russo. In un suo memorandum successivo Gneisenau analizzò gli errori prussiani nella battaglia e auspicò una riforma nella tattica militare.
Il re Federico Guglielmo III, su raccomandazione del generale von Rüchel, lo nominò governatore generale della provincia di Prussia e comandante della fortezza di Kolberg assediata, che raggiunse il 29 aprile 1807 via mare. Gneisenau organizzò con successo la difesa, anche con la partecipazione della cittadinanza. Il cessate il fuoco tra Prussia e Francia pose fine all'assedio il 2 luglio. Gneisenau fu quindi promosso oberstleutnant e per volontà di von Scharnhorst entrò nella Commissione di riforma dell'esercito.
Tra il 1807 e il 1810 Gneisenau risiedette fra Memel e Königsberg. Fra gli altri operò agli ordini del generale Yorck al nuovo Exerzier-Reglement für die Infanterie (Regolamento di eserciti per la fanteria), del 1812.
Insieme ad altri ufficiali gli fu affidata l'indagine nei processi sulla capitolazione dei presidi di Erfurt, Magdeburgo, Nienburg e Neiße, così come sulla sconfitte di Jena ed Auerstadt e sulla presa di Halle.
Nell'estate 1808 in una nota chiese al Re di concedere la costituzione di un esercito di popolo, che adottasse tattiche di guerriglia; quindi chiese la «costituzione di un esercito unito dei tedeschi del Nord contro la Francia». Nel maggio 1808 fu promosso ispettore delle fortificazioni, e, nel settembre, capo del corpo del genio. Il 1º marzo 1809 entrò al ministero della Guerra prussiano in qualità di membro del Dipartimento artiglieria e Genio.
Nel maggio 1809 Gneisenau fu promosso colonnello e lasciò il servizio attivo «per tutta la durata della pace», dopo che lui ed altri riformatori furono calunniati da parte della reazione ed accusati di tradimento.
Si recò segretamente in Gran Bretagna nell'agosto 1809, per esplorare l'opportunità di aiuto britannico nella lotta contro Napoleone. Nonostante le sue capacità militari solo il duca Federico Guglielmo di Brunswick gli offrì un comando nei suoi freikorps, la "Legione nera", e i britannici lo ammisero nella King's German Legion. Deluso, Gneisenau nel dicembre 1810 tornò a Berlino, e di qui nella sua tenuta in Slesia, tenendosi però in stretto contatto con gli altri riformatori (Scharnhorst, Boyen e Blücher).
Nel marzo 1811 fu chiamato dal cancelliere Hardenberg per discutere la nuova situazione a causa del deterioramento delle relazioni russo-francesi. Nello stesso anno Scharnhorst, Boyen, Clausewitz e Gneisenau concepirono un piano di sollevazione popolare contro l'occupante francese che Gneisenau redasse e Hardenberg sottopose al sovrano l'8 agosto 1811. Il re lo respinse, ma Gneisenau continuò a lavorare al piano d'insurrezione. Dopo il trattato del 24 febbraio 1812 in cui la Prussia si impegnava ad inviare un corpo di spedizione in appoggio ai francesi per la Campagna di Russia, Gneisenau lasciò il servizio attivo e per la seconda volta si recò in Gran Bretagna, per sondare nuovamente la possibilità di un sostegno britannico. Il viaggio lo portò prima a Vienna, e a Vilnius presso lo zar Alessandro I, per il quale elaborò un'analisi delle forze armate russe. Da Stoccolma Gneisenau raggiunse Londra, ancora una volta senza nessun mandato ufficiale. Ebbe colloqui col governo, senza ottenere impegni specifici. Da Kolberg tornò alla residenza reale di Breslavia, dove giunse l'11 marzo 1813.

### Contributi nella guerra della sesta coalizione
Dopo la sconfitta francese nella Campagna di Russia i riformatori in Prussia infine prevalsero, e il 16 marzo 1813 il re Federico Guglielmo III dichiarò guerra alla Francia napoleonica. Gneisenau rientrò nell'esercito prussiano col grado di generalmajor e secondo generalquartiermeister dell'armata di Blücher, in cui serviva in cavalleria anche suo figlio August.
A Dresda, evacuata dai francesi, Gneisenau ordinò la creazione di attraversamenti fluviali, dato che i ponti sull'Elba erano stati fatti saltare. Il 5 aprile 1813 prese parte alla battaglia di Möckern. Il 2 maggio, alla battaglia di Lützen, Gneisenau comandava la cavalleria dell'ala sinistra; il primo generalquartiermeister dell'armata di Blücher, Scharnhorst, venne ferito nella medesima battaglia, cosicché Gneisenau ne assunse su di sé l'ufficio. Nella successiva battaglia di Bautzen le truppe unite russo-prussiane vennero nuovamente sconfitte.
Gneisenau impiegò il periodo dell'armistizio dal 4 giugno all'agosto 1813, per la formazione e l'equipaggiamento delle truppe prussiane, in particolare dell'armata slesiana di Blücher. Contemporaneamente guidò, in sostituzione di Friedrich Wilhelm von Götzen, i negoziati per il governatorato di Slesia. Fece inoltre ampliare e migliorare le fortezze slesiane.

A metà di agosto l'armata slesiana contava 105.000 uomini e schierava anche due corpi d'armata russi ed uno prussiano. Dopo gli scontri di Löwenberg, Bunzlau e i due di Goldberg dal 21 al 23 agosto 1813 l'armata slesiana dovette comunque ritirarsi, ma nella battaglia del Katzbach del 26 agosto gli alleati conseguirono la vittoria.
Alla fine del settembre 1813 le armate congiunte di Blücher e Gneisenau si batterono in Slesia per giungere il 26 settembre a Bautzen. Gli altri due eserciti alleati, l'esercito del Nord sotto il principe Bernadotte e l'armata di Boemia sotto il principe Schwarzenberg, concentrarono le loro forze nella Germania centrale vicino a Lipsia, dove il 18 ottobre ci fu la battaglia delle Nazioni, che si concluse con la vittoria della coalizione antinapoleonica.
Blücher e Gneisenau, con le loro truppe, entrarono nella città per primi. Entrambi furono decorati, in una cerimonia tenutasi sulla Marktplatz, dallo zar di Russia Alessandro I, dall'imperatore d'Austria Francesco II, dal re di Prussia Federico Guglielmo III e dal principe di Boemia Schwarzenberg. Per Gneisenau mancò tuttavia una parola di apprezzamento personale da parte del re di Prussia.
Il 18 dicembre 1813 fu promosso tenente generale. Il suo piano di campagna teso all'impiego congiunto degli eserciti dei vari Stati tedeschi era stato tuttavia respinto per motivi politici; solo alla fine dell'anno riuscì a riproporlo. L'esercito slesiano attraversò il Reno il 1º gennaio 1814 nei pressi di Kaub e marciò verso occidente sulla Francia. Il 31 marzo 1814 la campagna ebbe termine con l'occupazione di Parigi; Napoleone abdicò e lasciò la Francia. Per i servizi resi nella campagna Gneisenau fu creato graf.
Durante i Cento giorni Gneisenau rimase capo di Stato Maggiore dell'armata di von Blücher. Gli venne dunque negato un comando autonomo, decisione dovuta alla diffidenza che la corte continuava a riservargli considerandolo "giacobino" (per via dei suoi disegni di esercito popolare). Ciò lo offese profondamente, tuttavia portò avanti il proprio ufficio con decisione ed energia. Reperì armi e denaro dalla Gran Bretagna, al fine di garantire il rifornimento delle truppe di cibo e vestiti, e pianificò la campagna con Blücher. Fallì la prevista unione dell'esercito britannico-olandese sotto Wellington con l'esercito prussiano sotto Blücher, dato che Napoleone attaccò e sconfisse quest'ultimo a Ligny. La battaglia che i francesi diedero ai britannici a Quatre Bras finì in pareggio.
Blücher e Gneisenau in seguito a ciò ripresero il piano originario, abbandonando l'idea di marciare verso est, bensì marciando verso nord, allo scopo di riunirsi alle truppe di Wellington. Questi incontrò Napoleone il 18 giugno 1815 in Belgio, a Waterloo; il campo di battaglia non fu raggiunto che nel tardo pomeriggio dalle truppe prussiane, quando lo scontro si volse a favore degli Alleati. Gneisenau ricevette il sigillo imperiale e venne promosso nel luglio 1815 al grado di general der Infanterie.

### Perdita di influenza, vecchiaia e morte (1815-1831)

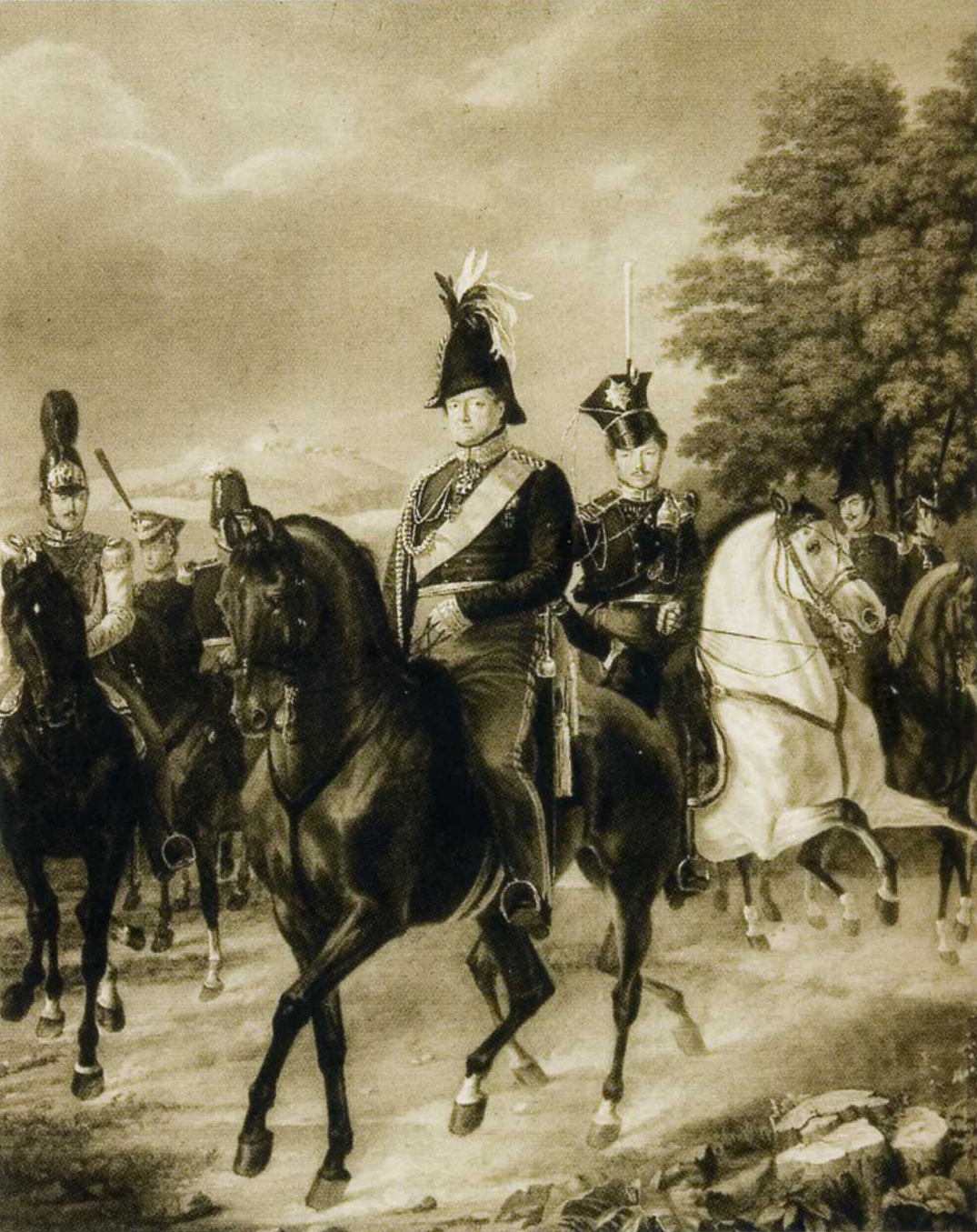
Il feldmaresciallo von Gneisenau col suo seguito, stampa da un dipinto di Franz Krüger (1819)

Dopo la guerra Gneisenau, ritornato alla sua tenuta, si ammalò di gotta. Nel 1822 morì sua figlia Agnes, sposata col figlio di Scharnhorst, Wilhelm, nel dare alla luce il terzo figlio. Gneisenau si prese cura del nipote, perché suo genero si trovava all'estero. Nell'ottobre 1815 fu nominato al Generalkommando del Reno; Gneisenau mantenne comunque contatti con gli intellettuali progressisti di Berlino e, in quanto "giacobino", fu perciò costantemente oggetto di attacchi portatigli da circoli conservatori-reazionari vicini agli ambienti di Corte. Diede quindi le dimissioni nell'aprile 1816, ma il re le respinse e gli concedette invece un "congedo per periodo indefinito". Quando Gneisenau tornò, dopo alcune settimane, trovò il suo ruolo già occupato da un altro.
Gneisenau venne quindi chiamato dal sovrano al Consiglio di Stato prussiano, ma accettò la nomina solo per le pressioni di Hardenberg ed assunse la presidenza dei dipartimenti degli Affari esteri e degli Affari militari. Nel 1818 fu nominato alla carica (puramente rappresentativa) di governatore di Berlino.
Nel 1819 fu abolita l'indipendenza della milizia, senza preventiva consultazione di Gneisenau in qualità di presidente del Dipartimento degli Affari militari. Gneisenau fu quindi nominato presidente della Commissione superiore militare di esame, incaricata di giudicare l'idoneità scientifica degli ufficiali, dove fu impegnato in compiti di carattere meramente amministrativo rimanendo così tagliato fuori da ogni processo decisionale. I suoi avversari erano riusciti ad emarginarlo.
Per raccomandazione dello stesso Gneisenau, allo scopo di non gravare sulle casse dello Stato, nel 1820 fu abolito il titolo onorifico di governatore di Berlino. Pur mantenendo la residenza nella capitale viveva tra questa e le proprietà di Erdmannsdorf vicino a Hirschberg, che aveva scambiato con la tenuta di Mittel-Kauffung. Gneisenau si dedicò allora all'arte, sostenendo il restauro dei vecchi Schlossgarten di Berlino ed entrò in contatto, fra gli altri, con Karl Friedrich Schinkel, Christian Daniel Rauch e Carl von Clausewitz, che aveva fatto edificare un monumento a Scharnhorst, ancora oggi visibile nell'Invalidenfriedhof di Berlino.
Il 18 giugno 1825, nell'ambito delle celebrazioni per il decimo anniversario della battaglia di Waterloo, Gneisenau fu promosso feldmaresciallo; come dono regale ricevette la residenza estiva di Sommerschenburg nei pressi di Sommersdorf, in Sassonia. Il sospetto di idee rivoluzionarie continuò, sebbene avesse tenuto a lungo un contegno conservatore, in quanto la sua corrispondenza era sorvegliata.
Nel 1830 ebbe luogo in Polonia una rivolta contro l'occupazione russa; Gneisenau ebbe il comando supremo del corpo istituito dalla Prussia al confine della Polonia russa. Lo zar Nicola I tuttavia rinunciò all'aiuto militare prussiano.
Massone, nel 1813 partecipò a una riunione della Loggia Archimedes zu den drei Reißbrettern,a Altenburg.
Gneisenau morì il 23 agosto 1831 per l'epidemia di colera che dalla Russia contagiò la Polonia e quindi l'Europa.

### Discendenza
I figli August, Hugo e Bruno seguirono le orme del padre nella carriera militare. La figlia Agnes sposò Wilhelm von Scharnhorst, la figlia Hedwig sposò nel 1828 Friedrich von Brühl, la figlia Emilie sposò uno Stauffenberg, la figlia Ottilie non contrasse matrimonio.
Due degli attentatori di Hitler, Berthold e Claus Schenk von Stauffenberg, erano nipoti di Gneisenau da parte di sua figlia Emilie.

## Bibliografia

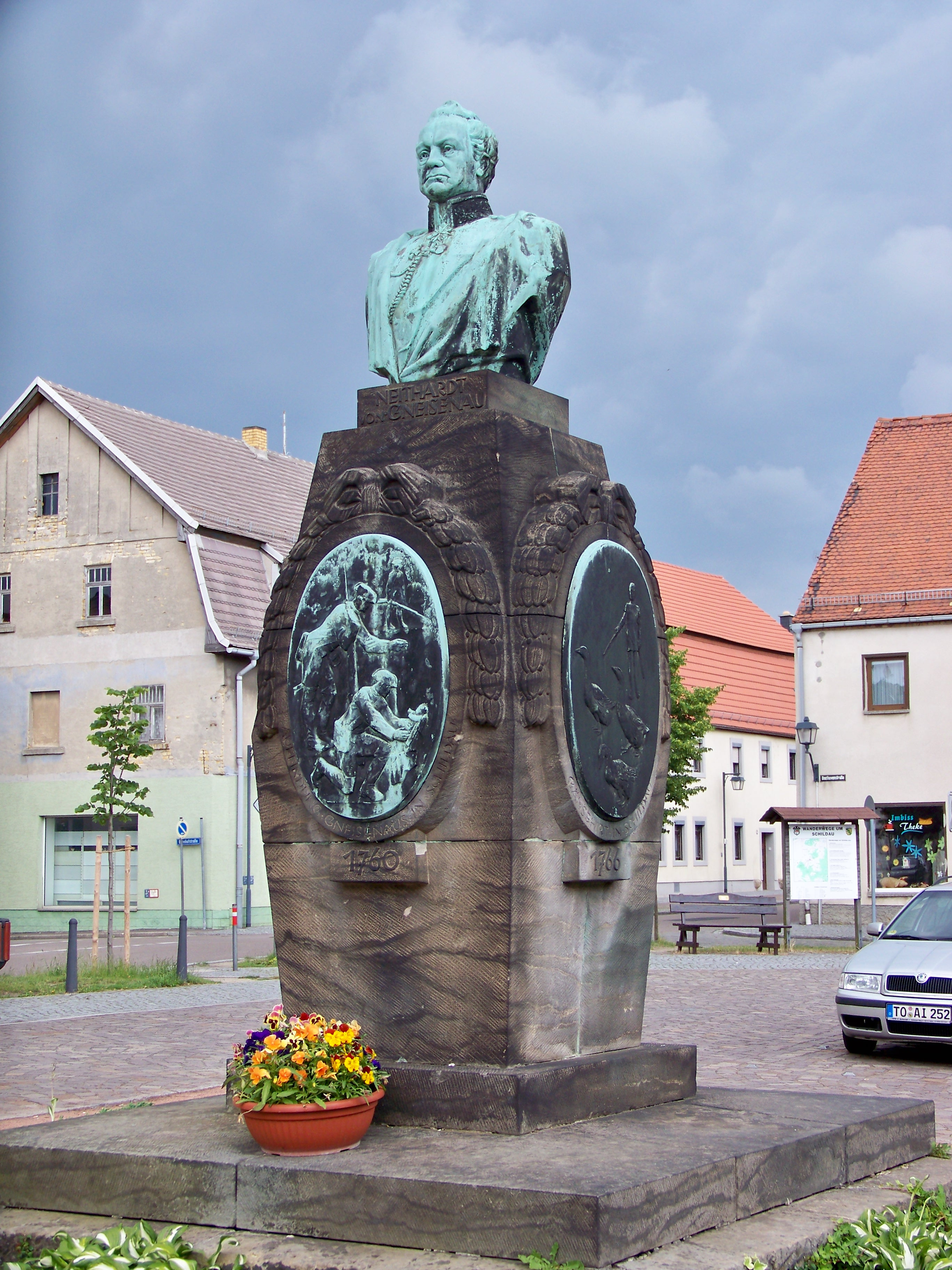
Nella città di Schildau